# Широконосая восточная змея
Широконосая восточная змея, или обыкновенный крючконосый уж (лат. Heterodon platirhinos) — вид змей семейства ужеобразных.
Общая длина достигает 70—80 см. Похожа на свиноносую носатую змею, но имеет несколько более разнообразную окраску. Обычно коричневый или желтовато-коричневый с нечёткими пятнами на спине и по бокам, встречаются меланисты.
Восточная свинья змея обитает на востоке Соединенных Штатов и обитает в лесах, лугах и песчаных районах. Любит открытые пространства с песчаным грунтом. Активна днём. Питается земноводными, особенно лягушками. При угрозе может раздувать горло, шипеть или притворяться мёртвой. Они бывают разных цветов, включая серый, коричневый и оливковый, с более темными полосами или пятнами.
Яд не представляет угрозы для жизни.
Это яйцекладущая змея. Самка откладывает от 8 до 40 яиц. Детёныши появляются через 60 дней длиной 16,5—21 см.
Живёт в центре, на востоке и юго-востоке США, а также в провинции Онтарио (Канада).